# Verbascum densiflorum
Verbascum densiflorum é uma espécie de planta com flor pertencente à família Scrophulariaceae. 
A autoridade científica da espécie é Bertol., tendo sido publicada em Rariorum Liguriae (Italiae) Plantarum 3: 52. 1810.

## Portugal
Trata-se de uma espécie presente no território português, nomeadamente no Arquipélago da Madeira.
Em termos de naturalidade é introduzida na região atrás indicada.

## Protecção
Não se encontra protegida por legislação portuguesa ou da Comunidade Europeia.